# Жаклина Глигориевска - Кочоска
Жаклина Глигориевска - Кочоска је македонска сликарка.

## Биографија
Жаклина Глигориевска - Кочоска дипломирала је на Факултету за ликовну умјетност - Скопље, у класи Рубенс Корубин.

## Креирање
Жаклина Глигориевска - Кочоска учествовала је на око 80 групних изложби у Македонији и у иностранству, а такође је имала и неколико самосталних изложби. 3. јуна 2014. године у галерији "МЦ" у Њујорку отворена је њена шеста самостална изложба, под називом "Дуга киша у магичном свету". Изложба коју је у организацији Националне галерије Македоније уз подршку Министарства културе представила је 27 радова из свог новог рада. 
Жаклина Глигориевска - Кочоска је добитница награде "Вангел Кодзоман".